# 圆锥果雪胆
圆锥果雪胆（学名：Hemsleya obconica）为葫芦科雪胆属下的一个种。

## 扩展阅读
維基物種上的相關：圆锥果雪胆